# Заря (Задонский район)
Заря — деревня в Задонском районе Липецкой области России. Входит в состав Ольшанского сельсовета.

## Географическое положение
Деревня расположена на Среднерусской возвышенности, в южной части Липецкой области, в южной части Задонского района, на левом берегу реки Кобылья Снова. Расстояние до районного центра (города Задонска) — 19 км. Абсолютная высота — 127 метров над уровнем моря. Ближайшие населённые пункты — деревня Писаревка, деревня Алексеевка, деревня Новопокровка, село Ольшанец, посёлок Освобождение, село Дегтевое, село Сцепное, деревня Котлеевка, село Архангельское.

## Население
| 2010 |
| ---- |
| 40   |

По данным Всероссийской переписи, в 2010 году численность населения деревни составляла 40 человек (18 мужчин и 22 женщины).